# Puchar Ameryki Południowej w snowboardzie 2018
Puchar Ameryki Południowej w snowboardzie w sezonie 2018 to kolejna edycja tej imprezy. Cykl ten rozpoczął się 4 sierpnia 2018 roku w chilijskiej La Parvie w zawodach slopestyle'u. Zmagania zakończyły się 22 września (pierwotnie 23 września) tego samego roku w argentyńskim Cerro Castor zawodami snowcross'u.
Łącznie rozegranych zostało 9 zawodów dla mężczyzn i 7 dla kobiet.

## Konkurencje
- SX = snowcross
- SS = slopestyle
- BA = big air

## Kalendarz i wyniki Pucharu Ameryki Południowej

### Mężczyźni
| Lp | Data             | Miejscowość    | Dyscyplina | 1. Miejsce          | 2. Miejsce                   | 3. Miejsce                   |
| -- | ---------------- | -------------- | ---------- | ------------------- | ---------------------------- | ---------------------------- |
| 1. | 4 sierpnia 2018  | La Parva       | SS         | Martin Jaureguialzo | Iñaqui Irarrázaval           | Federico Chiaradio           |
| 2. | 5 sierpnia 2018  | La Parva       | SS         | Iñaqui Irarrázaval  | Federico Chiaradio           | Martin Jaureguialzo          |
| 3. | 11 sierpnia 2018 | La Parva       | SX         | Simon White         | Aaron Pablo Stoeff Belkenoff | Martin Jaureguialzo          |
| 4. | 12 sierpnia 2018 | La Parva       | SX         | Steven Williams     | Simon White                  | Aaron Pablo Stoeff Belkenoff |
| 5. | 14 września 2018 | Cerro Catedral | BA         | Matías Schmitt      | Manuel Fasola                | Iñaqui Irarrázaval           |
| 6. | 15 września 2018 | Cerro Catedral | BA         | Federico Chiaradio  | Matías Schmitt               | Manuel Fasola                |
| 7. | 19 września 2018 | Cerro Castor   | BA         | Matías Schmitt      | Federico Chiaradio           | Valentín Moreno              |
| 8. | 20 września 2018 | Cerro Castor   | SS         | Matías Schmitt      | Iñaki Odriozola              | Dante Vera                   |
| 9. | 22 września 2018 | Cerro Castor   | SX         | Regino Hernández    | Lucas Eguibar                | Laro Herrero                 |

### Klasyfikacje
| Lp. | Zawodnik            | Punkty |
| --- | ------------------- | ------ |
| 1.  | Matías Schmitt      | 2300   |
| 2.  | Federico Chiaradio  | 2080   |
| 3.  | Iñaqui Irarrázaval  | 1360   |
| 4.  | Martin Jaureguialzo | 1280   |
| 5.  | Manuel Fasola       | 1260   |
| 6.  | Simon White         | 1125   |
| 7.  | Steven Williams     | 910    |
| 8.  | Iñaki Odriozola     | 845    |
| 9.  | Dante Vera          | 785    |
| 10. | Gonzalo Daniel Báez | 740    |

| Lp. | Zawodnik                     | Punkty |
| --- | ---------------------------- | ------ |
| 1.  | Simon White                  | 1125   |
| 2.  | Steven Williams              | 910    |
| 3.  | Aaron Pablo Stoeff Belkenoff | 700    |
| 4.  | Jose Alejandro Figueras      | 610    |
| 5.  | Hernan Cataldi               | 545    |
| 6.  | Regino Hernández             | 500    |
| 7.  | Martin Jaureguialzo          | 480    |
| 8.  | Noah Bethonico               | 475    |
| 9.  | Tobias Luizon                | 405    |
| 10. | Lucas Eguibar                | 400    |

| Lp. | Zawodnik                 | Punkty |
| --- | ------------------------ | ------ |
| 1.  | Matías Schmitt           | 1000   |
| 2.  | Iñaqui Irarrázaval       | 900    |
| 3.  | Federico Chiaradio       | 830    |
| 4.  | Martin Jaureguialzo      | 800    |
| 5.  | Dante Vera               | 605    |
| 6.  | Álvaro Yáñez             | 425    |
| 7.  | Pedro Bidegain           | 410    |
| 8.  | Iñaki Odriozola          | 400    |
| 9.  | Gonzalo Daniel Báez      | 390    |
| 10. | Enzo Ramiro Ignacio Mair | 380    |

| Lp. | Zawodnik             | Punkty |
| --- | -------------------- | ------ |
| 1.  | Matías Schmitt       | 1300   |
| 2.  | Federico Chiaradio   | 1250   |
| 3.  | Manuel Fasola        | 950    |
| 4.  | Brolin Mawejje       | 520    |
| 5.  | Nahuel Springinsfeld | 490    |
| 6.  | Esteban Luengo       | 480    |
| 7.  | Iñaqui Irarrázaval   | 460    |
| 8.  | Santiago Figueras    | 400    |
| 9.  | Vicente Bañados      | 355    |
| 10. | Gonzalo Daniel Báez  | 350    |

### Kobiety
| Lp | Data             | Miejscowość    | Dyscyplina | 1. Miejsce                 | 2. Miejsce                  | 3. Miejsce                  |
| -- | ---------------- | -------------- | ---------- | -------------------------- | --------------------------- | --------------------------- |
| 1. | 4 sierpnia 2018  | La Parva       | SS         | Antonia Yañez              | María Teresa Bañados        | María Azul Chávez Martínez  |
| 2. | 5 sierpnia 2018  | La Parva       | SS         | Antonia Yañez              | María Azul Chávez Martínez  | María Teresa Bañados        |
| —  | 11 sierpnia 2018 | La Parva       | SX         | Odwołano                   | Odwołano                    | Odwołano                    |
| —  | 12 sierpnia 2018 | La Parva       | SX         | Odwołano                   | Odwołano                    | Odwołano                    |
| 3. | 14 września 2018 | Cerro Catedral | BA         | Antonia Yañez              | Macarena Valle              | Sofia Russo                 |
| 4. | 15 września 2018 | Cerro Catedral | BA         | Antonia Yañez              | Morena Joos                 | Macarena Valle              |
| 5. | 19 września 2018 | Cerro Castor   | BA         | María Azul Chávez Martínez | Giuliana Cebrón             | Sofia Russo                 |
| 6. | 20 września 2018 | Cerro Castor   | SS         | Morena Poggi Silveira      | Chiara Massardi De Bernardi | María Azul Chávez Martínez  |
| 7. | 22 września 2018 | Cerro Castor   | SX         | María Agustina Pardo       | María Azul Chávez Martínez  | Chiara Massardi De Bernardi |

### Klasyfikacje
| Lp. | Zawodniczka                 | Punkty |
| --- | --------------------------- | ------ |
| 1.  | Antonia Yañez               | 2000   |
| 2.  | María Azul Chávez Martínez  | 1900   |
| 3.  | Morena Joos                 | 1100   |
| 4.  | Chiara Massardi De Bernardi | 950    |
| 5.  | Sofia Russo                 | 850    |
| 6.  | Morena Poggi Silveira       | 725    |
| 7.  | María Teresa Bañados        | 700    |
| 7.  | Macarena Valle              | 700    |
| 9.  | Giuliana Cebrón             | 625    |
| 10. | Valentina Bedeschi          | 520    |

| Lp. | Zawodniczka                 | Punkty |
| --- | --------------------------- | ------ |
| 1.  | María Agustina Pardo        | 500    |
| 2.  | María Azul Chávez Martínez  | 400    |
| 3.  | Chiara Massardi De Bernardi | 300    |
| 4.  | Morena Joos                 | 250    |
| 5.  | Luna Barbagallo             | 225    |
| 6.  | Valentina Bedeschi          | 200    |

| Lp. | Zawodniczka                 | Punkty |
| --- | --------------------------- | ------ |
| 1.  | Antonia Yañez               | 1000   |
| 1.  | María Azul Chávez Martínez  | 1000   |
| 3.  | María Teresa Bañados        | 700    |
| 4.  | Morena Poggi Silveira       | 500    |
| 4.  | Amanda Cardone              | 500    |
| 6.  | Belen Alamos                | 450    |
| 7.  | Chiara Massardi De Bernardi | 400    |
| 8.  | Morena Joos                 | 250    |
| 9.  | Giuliana Cebrón             | 225    |
| 10. | Luna Barbagallo             | 200    |

| Lp. | Zawodniczka                 | Punkty |
| --- | --------------------------- | ------ |
| 1.  | Antonia Yañez               | 1000   |
| 2.  | Sofia Russo                 | 850    |
| 3.  | Macarena Valle              | 700    |
| 4.  | Morena Joos                 | 600    |
| 5.  | María Azul Chávez Martínez  | 500    |
| 6.  | Giuliana Cebrón             | 400    |
| 7.  | Carola Correa               | 370    |
| 8.  | Chiara Massardi De Bernardi | 250    |
| 9.  | Morena Poggi Silveira       | 225    |
| 10. | Gretel Althaus              | 180    |